# Barre d'outils pour développeurs web
Les barres d'outils pour développeurs web sont des extensions de l'interface de différents navigateurs, qui permettent l'analyse et la modification immédiate du contenu, du code HTML, CSS, JavaScript et du DOM d'une page web affichée dans le navigateur.
Des barres d'outils dédiées au débogage du rendu des pages Web sont notamment disponibles pour Internet Explorer, les navigateurs basés sur Gecko tels que Firefox, ainsi qu'Opera

## Fonctionnalités

### Sémantique
Ces barres d'outils ont généralement des fonctionnalités permettant au webmaster de mieux se rendre compte de la sémantique de sa page, c'est-à-dire généralement de son rendu avec d'autres styles, exemple avec la Web Developer Toolbar pour Firefox : fonctionnalité CSS > Désactiver les styles CSS, les nombreux styles alternatifs sur Opera. On trouve également parfois des boutons permettant de soumettre rapidement sa page aux validateurs XHTML et CSS du W3C, afin d'inciter les développeurs à respecter les standards du web.

### Débogueur
On trouve également dans ces barres des débogueurs : XHTML, CSS, javascript.

### Accessibilité
Des barres d'outils spécifiquement dédiées aux tests d'accessibilité sont disponibles notamment pour Firefox, Opera et Internet Explorer
La barre d'outils pour Firefox permet aussi de voir rapidement le rendu de son site avec une faible résolution.